# Frank Darabont
Frank Darabont (n. Ferenc Darabont, 28 ianuarie 1959, Montbéliard, Franța) este un regizor, scenarist și producător maghiaro-american care a fost nominalizat la trei premii Oscar și la un Glob de Aur. A regizat filmele The Shawshank Redemption, The Green Mile și The Mist, toate bazate pe lucrările lui Stephen King. În 2010 a creat și produs pentru AMC serialul The Walking Dead.

## Colaborări frecvente
| Actor               | The Shawshank Redemption (1994) | The Green Mile (1999) | The Majestic (2001) | The Mist (2007) | The Walking Dead (2010) | Mob City (2013) |
| ------------------- | ------------------------------- | --------------------- | ------------------- | --------------- | ----------------------- | --------------- |
| Jeffrey DeMunn      | Da                              | Da                    | Da                  | Da              | Da                      | Da              |
| Brian Libby         | Da                              | Da                    | Da                  | Da              |                         |                 |
| William Sadler      | Da                              | Da                    |                     | Da              |                         |                 |
| Laurie Holden       |                                 |                       | Da                  | Da              | Da                      |                 |
| Jon Bernthal        |                                 |                       |                     |                 | Da                      | Da              |
| James Whitmore      | Da                              |                       | Da                  |                 |                         |                 |
| Brent Briscoe       |                                 | Da                    | Da                  |                 |                         |                 |
| Alexa Davalos       |                                 |                       |                     | Da              |                         | Da              |
| Melissa McBride     |                                 |                       |                     | Da              | Da                      |                 |
| Samuel Witwer       |                                 |                       |                     | Da              | Da                      |                 |
| Juan Gabriel Pareja |                                 |                       |                     | Da              | Da                      |                 |
| Amin Joseph         |                                 |                       |                     | Da              |                         | Da              |
| Andrew Rothenberg   |                                 |                       |                     |                 | Da                      | Da              |

## Filmografie
| An   | Titlu                                       | Regizor | Scenarist | Producător | Note |
| ---- | ------------------------------------------- | ------- | --------- | ---------- | --- |
| 1981 | Hell Night                                  |         |           |            | Producător asitent |
| 1982 | The Seduction                               |         |           |            | Transportation captain |
| 1983 | The Woman in the Room                       | Da      | Da        |            | Film scurt |
| 1984 | Crimes of Passion                           |         |           |            | Set dresser |
| 1985 | Trancers                                    |         |           |            | Art department assistant |
| 1987 | A Nightmare on Elm Street 3: Dream Warriors |         | Da        |            | |
| 1988 | The Blob                                    |         | Da        |            | |
| 1989 | The Fly II                                  |         | Da        |            | |
| 1990 | Buried Alive                                | Da      |           | Da         | Film TV |
| 1994 | The Shawshank Redemption                    | Da      | Da        |            | Hochi Film Award for Best Foreign Language Film Humanitas Prize for Best Film USC Scripter Award (shared with Stephen King) Nominalizare—Academy Award for Best Adapted Screenplay Nominalizare—Golden Globe Award for Best Screenplay Nominalizare—Directors Guild of America Award for Outstanding Directing – Feature Film Nominalizare—Writers Guild of America Award for Best Adapted Screenplay Nominalizare—Saturn Award for Best Writing |
| 1994 | Frankenstein                                |         | Da        |            | Nominalizare—Saturn Award for Best Writing (shared with Steph Lady) |
| 1996 | Eraser                                      |         | Da        |            | Script doctor (necreditat) |
| 1998 | Saving Private Ryan                         |         | Da        |            | Script doctor (necreditat) |
| 1998 | Black Cat Run                               |         | Da        |            | Television film |
| 1998 | Vampires                                    |         |           |            | The Man with Buick (cameo) |
| 1999 | The Green Mile                              | Da      | Da        | Da         | Saturn Award for Best Action or Adventure Film Broadcast Film Critics Association Award for Best Adapted Screenplay Nominalizare—Academy Award for Best Picture Nominalizare—Academy Award for Best Adapted Screenplay Nominalizare—Saturn Award for Best Director Nominalizare—Bram Stoker Award for Best Screenplay Nominalizare—Directors Guild of America Award for Outstanding Directing – Feature Film Nominalizare—Online Film Critics Society Award for Best Adapted Screenplay Nominalizare—Nebula Award for Best Script Nominalizare—USC Scripter Award (shared with Stephen King) |
| 2001 | The Majestic                                | Da      |           | Da         | |
| 2002 | The Salton Sea                              |         |           | Da         | |
| 2002 | Minority Report                             |         | Da        |            | Script doctor (necreditat) |
| 2004 | Collateral                                  |         | Da        | Da         | Executive producer (necreditat writer) |
| 2005 | King Kong                                   |         |           |            | Gunner (cameo) |
| 2007 | The Mist                                    | Da      | Da        | Da         | Saturn Award for Best DVD Special Edition Release Nominalizare—Saturn Award for Best Director Nominalizare—Saturn Award for Best Horror Film Nominalizare—Empire Award for Best Horror |
| 2014 | Godzilla                                    |         | Da        |            | Script doctor (necreditat) |

## Televiziune
| An        | Titlu                              | Regizor | Scenarist | Producător de film | Note |
| --------- | ---------------------------------- | ------- | --------- | ------------------ | --- |
| 1990–1992 | Tales from the Crypt               |         | Da        |                    | Episoadele: "The Ventriloquist's Dummy", "Showdown" Nominalizare—Writers Guild of America Award for Television: Anthology Episode/Single Program (for "The Ventriloquist's Dummy") |
| 1992–1996 | The Young Indiana Jones Chronicles |         | Da        |                    | Episoadele: "German East Africa, December 1916", "Congo, January 1917", "Austria, March 1917", "Young Indiana Jones and the Phantom Train of Doom", "Young Indiana Jones: Travels with Father", "Palestine, October 1917" |
| 1997      | The Shining                        |         |           |                    | Miniserial TV Ghost (cameo) |
| 2007      | Raines                             | Da      |           | Da                 | Episodul "Pilot" |
| 2007      | The Shield                         | Da      |           |                    | Episodul: "Chasing Ghosts" |
| 2008–2009 | Entourage                          |         |           |                    | În rolul său Episoadele: "First Class Jerk", "Security Briefs" |
| 2010–2011 | The Walking Dead                   | Da      | Da        | Da                 | Dezvoltatorbr>A regizat și scenarizat episodul: "Days Gone Bye" Wrote episodes: "Guts", "Tell It to the Frogs", "TS-19", "What Lies Ahead" American Film Institute Award for TV Programme of the Year Nominalizare—Directors Guild of America Award for Outstanding Directorial Achievement in Dramatic Series Nominalizare—Writers Guild of America Award for New Series |
| 2013      | Mob City                           | Da      | Da        | Da                 | Creator A regizat și scenarizat episoadele: "A Guy Walks Into a Bar", "Reason to Kill a Man", "Stay Down" Directed episode: "Red Light" |